# Alfonso Chierici
Alfonso Chierici (Reggio nell'Emilia, 19 gennaio 1816 – Reggio nell'Emilia, 27 settembre 1873) è stato un pittore italiano neoclassico.

## Biografia
Fratello del paleontologo Gaetano e zio del pittore Gaetano Chierici, Alfonso studiò all'Accademia delle Arti di Reggio sotto la direzione di Prospero Minghetti tra il 1829 e il 1832.
Grazie ad una borsa di studio, nel 1833 poté studiare all'Accademia Atestina di Modena con lo scultore Giuseppe Pisani e il pittore Bernardino Rossi. Nel 1834 una seconda borsa di studio gli permise di recarsi a Roma per perfezionarsi all'Accademia di San Luca seguendo il pittore Tommaso Minardi. Fu lì che conobbe Filippo Bigioli e Francesco Hayez.
Fu in questo periodo che dipinse uno dei suoi dipinti più riconosciuti, Lo studio del pittore , dipinto nel 1836 e ora esposto al Museo civico di Modena. A Roma acquistò notorietà come uno dei pochi pittori di tipici personaggi romani. I suoi dipinti si trovano in molte collezioni della capitale. Inoltre, Chierici ebbe numerose commissioni religiose come l'Annunciazione del 1839 e la Pala dei Chierici del 1854. Nel 1853 divenne accademico a San Luca e fu nominato consigliere nel 1870.
A Reggio una delle opere si trova sul sipario del Teatro municipale Romolo Valli.